# Elecciones parlamentarias de Bolivia de 1962
Las elecciones parlamentarias de Bolivia de 1962 se llevaron a cabo el 4 de junio para renovar la mitad de la Cámara de Diputados y un tercio del Senado. El Movimiento Nacionalista Revolucionario (MNR) obtuvo el 85% de los votos, con lo que mantuvo su mayoría en ambas cámaras del Congreso Nacional.

## Resultados
|                                                              |                                                  |           |      |          |         |         |          |         |         |
| Partido                                                      | Partido                                          | Votos     | %    | Escaños  | Escaños | Escaños | Escaños  | Escaños | Escaños |
| Partido                                                      | Partido                                          | Votos     | %    | Cámara   | Cámara  | Cámara  | Senado   | Senado  | Senado  |
| Partido                                                      | Partido                                          | Votos     | %    | Elegidos | Total   | +/–     | Elegidos | Total   | +/–     |
|                                                              | Movimiento Nacionalista Revolucionario           | 886 572   | 84,7 | 32       | 64      | +13     | 15       | 27      | +9      |
|                                                              | Falange Socialista Boliviana                     | 74 178    | 7,0  | 3        | 4       | +1      | 0        | 0       | 0       |
|                                                              | Partido Revolucionario Auténtico                 | 44 296    | 4,2  | 2        | 3       | –11     | 0        | 0       | 0       |
|                                                              | Partido Comunista de Bolivia                     | 20 352    | 1,9  | 0        | 0       | 0       | 0        | 0       | 0       |
|                                                              | Partido Social Cristiano                         | 19 825    | 1,8  | 1        | 1       | Nuevo   | 0        | 0       | Nuevo   |
|                                                              | Partido Obrero Revolucionario                    | 278       | 0,0  | 0        | 0       | 0       | 0        | 0       | 0       |
|                                                              | Movimiento Nacionalista Revolucionario Auténtico | 100       | 0,0  | 0        | 0       | Nuevo   | 0        | 0       | Nuevo   |
| Votos en blanco y nulos                                      | Votos en blanco y nulos                          | 19 979    |      |          |         |         |          |         |         |
| Total de votos emitidos                                      | Total de votos emitidos                          | 1 064 480 | 100  | 38       | 72      | +4      | 15       | 27      | +9      |
| Fuente: Nohlen, Ruddle; Political Handbook of the World 1963 |                                                  |           |      |          |         |         |          |         |         |